# Cezaria Anna Baudouin de Courtenay Ehrenkreutz-Jędrzejewiczowa
Cezaria Anna Baudouin de Courtenay Ehrenkreutz-Jędrzejewiczowa nota più semplicemente come Cezaria Jędrzejewiczowa (Dorpat (all'epoca parte dell'impero russo, oggi in Estonia), 2 agosto 1885 – Londra, 28 febbraio 1967) è stata una scienziata, storica dell'arte e antropologa polacca.
Fu una delle pioniere dell'etnologia in Polonia e una delle prime scienziate ad adottare la fenomenologia negli studi sulla cultura popolare.

## Biografia
Figlia di Jan Niecisław Baudouin de Courtenay, noto linguista, e dalla sua seconda moglie Romualda Bagnicka, giornalista e storica.
Nel 1911 fu una delle prime donne a conseguire il diploma di primo livello presso l'Università Imperiale di San Pietroburgo, sulla base della sua tesi dal titolo La lingua del libro di preghiere di Santa Maria, del XVI secolo, pubblicato dal prof. Ptaszycki (titolo originale in polacco Język modlitewnika maryjnego, wieku XVI wydanego przez prof. Ptaszyckiego) scritta sotto la supervisione del prof. Tadeusz Zieliński. Durante i suoi studi, ha fondato (insieme a Zofia Sadowska, Stanisława Adamowiczowa e Kazimiera Iłłakowiczówna) l'associazione "Spójnia", dedicata alle donne polacche che studiavano nelle università di San Pietroburgo. Durante questo periodo ha pubblicato due saggi di linguistica: Albania e albanesi (titolo originale in polacco Ałbanja i Ałbańcy) e Pietra di Alatyr e Gorod Alatyr (titolo originale in polacco Kamień Alatyr i Gorod Alatyr).
Negli anni successivi tornò nel Regno di Polonia, dove lavorò nei ginnasi privati femminili di Varsavia. Nel 1922 ottenne l'abilitazione presso l'Università di Varsavia sulla base della tesi dal titolo Santa Cecilia - un contributo alla genesi degli apocrifi (titolo originale in polacco Św. Cecylia – przyczynek do genezy apokryfów), pubblicata nel 1922 sulla rivista Lud.
Tra il 1927 e il 1935 fu docente e fondatrice delle cattedre di etnografia ed etnologia presso l'Università Stefan Batory di Wilno (moderna Vilnius, in Lituania). In questo periodo, ha anche condotto ricerche sul campo coinvolgendo gli studenti, cosa che per lei era di grande importanza. Contemporaneamente, insegnava a tempo pieno presso il ginnasio statale femminile. Nel 1935 passò allo stesso incarico presso l'Università di Varsavia, dove ebbe tra le sue allieve anche Krystyna Krahelska, e lo ricoprì fino all'invasione nazista-sovietica della Polonia.
Inizialmente sposata con Max Vasmer, studente del padre, divorziò da lui e si risposò con Stefan Ehrenkreutz, docente di legge e senatore della Polonia. Divorziò anche da lui e si risposò per la terza volta. Suo marito, Janusz Jędrzejewicz, era un ex primo ministro polacco. Durante la seconda guerra mondiale fuggì dalla Polonia e si stabilì nella Palestina occupata dagli inglesi, dove fu co-fondatrice dell'Istituto scientifico polacco di Gerusalemme, una sorta di università in esilio per i soldati del II corpo d'armata polacco . Nel 1947 si trasferì in Gran Bretagna, dove divenne uno dei membri fondatori della Società scientifica polacca in esilio. Nel 1951 divenne docente di etnografia presso l'Università polacca all'estero e poco dopo ne fu eletta rettrice.